# Rake It In: The Greatestest Hits
Rake It In: The Greatestest Hits is het tweede en meest recente verzamelalbum van de Amerikaanse punk- en coverband Me First and the Gimme Gimmes. Het album werd uitgegeven op vinyl en cd op 7 april 2017 via het platenlabel Fat Wreck Chords en bevat nummers die de band tijdens zijn gehele bestaan heeft uitgegeven.

## Nummers
1. "The Times They Are a-Changin'" (Bob Dylan) - 2:05
2. "Rainbow Connection" (The Muppet Movie) - 2:20
3. "City of New Orleans" (Steve Goodman) - 3:04
4. "Summertime" (Porgy and Bess) - 2:10
5. "All My Loving" (The Beatles) - 1:56
6. "Straight Up" (Paula Abdul) - 2:59
7. "Over the Rainbow" (The Wizard of Oz) - 1:33
8. "Country Roads" (John Denver) - 2:09
9. "Sloop John B" (The Beach Boys) - 2:08
10. "Jolene" (Dolly Parton) - 1:48
11. "Uptown Girl" (Billy Joel) - 2:21
12. "Hats Off to Larry" (Del Shannon) - 2:21
13. "Desperado" (Eagles) - 2:28
14. "Lady" (Kenny Rogers) - 2:22
15. "San Francisco" (Scott McKenzie) - 1:49
16. "I Believe I Can Fly" (R. Kelly) - 3:03
17. "End of the Road" (Boyz II Men) - 3:00

## Band
- Spike Slawson - zang
- Chris Shiflett - gitaar
- Joey Cape - slaggitaar
- Fat Mike - basgitaar
- Dave Raun - drums